# Wiesenviertel (München)
Das Wiesenviertel in München ist eines der ältesten Villenquartiere der bayerischen Landeshauptstadt und wurde ab etwa 1880 bebaut. Als Spätform einer geometrisch angewandten Stadterweiterung, bei der eine vornehme, villenartige Miets- und Wohnhausbebauung in offener Bauweise mit einem dreieckigen Blocksystem kombiniert wurde und als Villenquartier, das in konsequenter Weise auf den Freibereich einer traditionsreichen Fest-Wiese bezogen ist, bildet das Wiesenviertel eine städtebauliche Besonderheit in München.
Das Wiesenviertel liegt direkt an der Theresienwiese in München, auf der jährlich das Oktoberfest stattfindet, also genau zwischen der Theresienhöhe und dem Bavariaring. Es erstreckt sich im Wesentlichen vom Stadtteil Sendling bis zur Theresienhöhe bzw. bis zum Bavariapark.
Das Wiesenviertel ist ein denkmalgeschütztes Ensemble in der Ludwigsvorstadt (Aktennummer: E-1-62-000-67).

## Straßenbenennungen im Wiesenviertel
Im Wiesenviertel gibt es zahlreiche nach berühmten Dichtern benannte Straßen und Plätze, wie etwa die Schillerstraße, den Goetheplatz, die Lessingstraße, die Poccistraße, die Platenstraße oder die Schmellerstraße.